# Beaulandais
Beaulandais era una comuna francesa situada en el departamento de Orne, de la región de Normandía, que el 1 de enero de 2016 pasó a ser una comuna delegada de la comuna nueva de Juvigny-Val-d'Andaine al fusionarse con las comunas de Juvigny-sous-Andaine, La Baroche-sous-Lucé, Loré, Lucé, Saint-Denis-de-Villenette y Sept-Forges.

## Demografía
| Gráfica de evolución demográfica de Beaulandais entre 1800 y 2013 |
|                                                                   |

Los datos demográficos contemplados en este gráfico de la comuna de Beaulandais se han cogido de 1800 a 1999 de la página francesa EHESS/Cassini, y los demás datos de la página del INSEE.